# Aerodrom Portorož
Aerodrom Portorož je tretje mednarodno letališče v Sloveniji in ima asfaltno, 1200 metrov dolgo vzletno pristajalno stezo. Tričrkovna IATA kratica aerodroma je POW, štiričrkovna kratica ICAO pa LJPZ.

## Zgodovina
Letališče je bilo odprto 27. septembra 1962.
16. febuarja 1994 je ameriško letalo F-16 Fighting Falcon iz letalske baze AFB Aviano pri italijanskem Avianu na povratku s patruliranja nad BIH, zaradi tehnične okvare na letališču Portorož izvedlo zasilni pristanek. Ker je bila pristajalna steza prekratka, je pilot pristanek zaključil v bližnjih solinah.

## Karakteristike
Letališče lahko sprejme vse kategorije letal pod VFR in IFR pogoji, teže do 25 ton. Letala iz tujine (razen tista iz schengenskih držav) lahko po opravljenjem  carinjenju, z najavo in dovoljenjem pristanejo na drugih športnih letališčih v Sloveniji.

## Infrastruktura
Letališče uporabnikom nudi letalsko gorivo (letalski bencin in kerozin), hrambo letal v hangarjih, šolanje v letalski in padalski šoli, Pilot shop, restavracijo z zunanjo teraso, pošto,...

## Destinacije
| Prevoznik    | Destinacije                                                                                                 |
| ------------ | --- |
| AWEX Croatia | Letališče Nikola Tesla Beograd (čarter od 8.7. do 24.9.2016) Letališče Zürich (čarter od 8.7. do 24.9.2016) |

## Prejšnje destinacije
| Prevoznik     | Destinacije        |
| ------------- | ------------------ |
| Adria Airways | Ljubljana, Beograd |
| Air Serbia    | Beograd            |